# Günther XXXVIII van Schwarzburg
Günther XXXVIII de Middelste (Rudolstadt, 1450 – bij Delmenhorst, 19 november 1484) was een Thüringse edelman uit de linie Schwarzburg-Blankenburg. Günther was de vierde overlevende zoon van graaf Hendrik XXVI van Schwarzburg. Günther streed mee in het conflict tussen zijn oudere broer Hendrik XXVII, aartsbisschop van Bremen en bisschop van Münster, en de graven van Oldenburg. Günther sneuvelde tijdens deze strijd. Hij werd begraven in de Dom van Bremen.
Omdat zijn oudste zoon, Hendrik XXXI, nog minderjarig was toen Günther overleed nam zijn oudste broer Günther XXXVI de Oudere de voogdij op zich. 

## Huwelijk en kinderen
Günther XXXVIII trouwde in 1470 met Catharina, een dochter van Bruno VI van Querfurt. Ze kregen vier kinderen:
- Hendrik XXXI (1473-1526), graaf van Schwarzburg
- Catharina (ca. 1476-1516), getrouwd met Reinhard IV van Hanau-Münzenberg (1473-1512)
- Margaretha (1482-1518), getrouwd met Johann IV van Leuchtenberg (1470-1531)
- Barbara (ca. 1484-1523), abdis van het Klooster Ilm